# كارمين هيل
كارمين هيل (بالإنجليزية: Carmen Hill)‏ هو لاعب كرة قاعدة أمريكي، ولد في 1 أكتوبر 1895 في رويالتون في الولايات المتحدة، وتوفي في 1990 في إنديانابوليس في الولايات المتحدة.

## وصلات خارجية
- كارمين هيل على موقعبيزبول رفرنس.كوم (الدوري الرئيسي) (الإنجليزية)